# Charaxes lutea
Charaxes lutea är en fjärilsart som beskrevs av Van Son 1953. Charaxes lutea ingår i släktet Charaxes och familjen praktfjärilar. Inga underarter finns listade i Catalogue of Life.